# Gabriel Peak, Antarktis
Gabriel Peak är en bergstopp i Antarktis. Den ligger i Västantarktis. Argentina, Chile och Storbritannien gör anspråk på området. Toppen på Gabriel Peak är 1 220 meter över havet.
Terrängen runt Gabriel Peak är lite bergig.  Trakten är obefolkad. Det finns inga samhällen i närheten. 